# Курдские христиане
Курдские христиане (курдский: Kurdên Mesîhî или Kurdên Xirîstiyan) — курды, исповедующие христианство. Несмотря на то, что большинство курдов из-за распространения ислама в VII веке н. э. были обращены в ислам, все ещё оставались курды принимавшие христианство. В настоящее время большинство курдских христиан являются евангелистами, были созданы евангельские курдские церкви, которые можно найти в городах Эрбиле, Селимании, Духоке в Ираке, а также в Хассаке, Камышли, Кобани и в др.

## История
В X веке нашей эры курдский принц Ибн ад-Даххак, владевший крепостью аль-Джафари, отказался от ислама ради православного христианства. Взамен византийцы дали ему землю и крепость. В 927 году он и его семья были казнены во время набега Тамаля, арабского правителя Тарса.

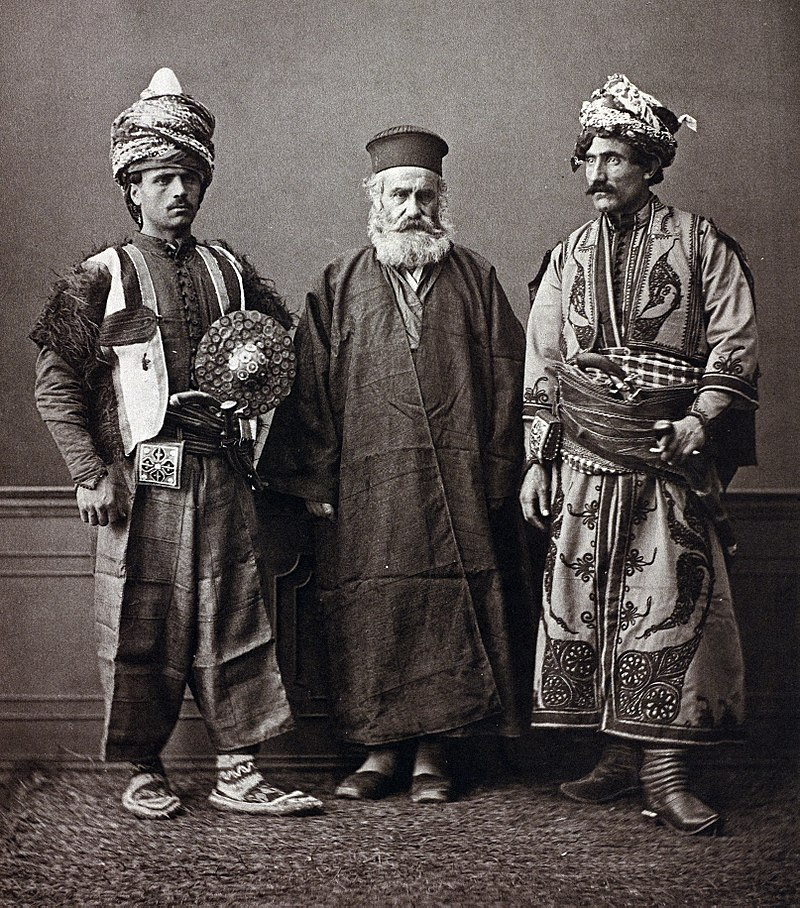
Два курда с армянским священником, 1873 год

В конце XI и начале XII века нашей эры в армии современного города-крепости Шайзар (на территории современной Сирии) были курдские христианские солдаты.
О Закарянах-Мхаргрдзели армяно-грузинской династии так же есть версия о частичном курдском происхождении, правившая в отдельных районах на севере Армении в XIII веке. Пыталась начать активизацию интеллектуальной деятельности, путем создания новых монастырей. На пике своего царства, грузинского семья вела единой армяно-грузинскую армию. Два брата этой семьи, Закаре и Иване Мхаргрдзели, привели армию к победе в Ани в 1199 году.
Марко Поло в своей книге утверждал, что некоторые курды, населявшие горную часть Мосула, были христианами, а другие – мусульманами.
Значительная часть новообращенных курдов-христиан на самом деле имела езидское происхождение. В 17 веке миссионеры-кармелиты, францисканцы и иезуиты стекались в езидские регионы, в основном в Синджар и Сирию. Некоторые османские езиды обратились в христианство из-за социальных проблем, связанных с езидизмом. В 19 веке как протестантские, так и католические миссионеры проявили интерес к езидам. В Османской империи выход из ислама считался преступлением, однако, поскольку езиды не были мусульманами, их обращение не было преступлением, как и их обращение. В езидских общинах процветала христианская миссионерская деятельность. В 1880-х годах османское правительство начало исламскую миссионерскую деятельность для езидов, утверждая, что, поскольку езидские общины открыты для христианских миссионеров, они с таким же успехом могут быть открыты и для исламских миссионеров. Позже христианские миссионеры привлекли внимание всего мира к езидам, которые представляли собой довольно изолированную общину.
Курды, принявшие христианство, обычно обращались в несторианскую церковь. В 1884 году исследователи Королевского географического общества сообщили о курдском племени в Сивасе, которое сохранило определённые христианские обряды и иногда идентифицировалось как христианское.
Один из видных курдских лидеров и политических деятелей в «Иракском Курдистане» (автономная область Ирака) Ахмед Барзани, брат Барзани Мустафа, объявил о своем обращении в христианство во время восстания против иракского правительства в 1931 году.

## Современные курдские христиане
Часть англоязычного Нового Завета была впервые доступна на курдском языке в 1856 году.
Курдская церковь Христа (Курдзманская церковь Христа) была основана в Хевлере (Эрбиль) в конце 2000 года и имеет филиалы в мухафазах Силемании Духок. Это первая евангелическая курдская церковь в Ираке. Её логотип образован жёлтым солнцем и крестом, поднимающимся за горным хребтом. По словам одного из новообращенных курдов, с 2006 года по всему Курдистану приняли христианство около 500 молодых курдов-мусульман.
После распада Советского Союза произошла волна обращения курдов в христианство. Большинство курдов, принявших христианство в постсоветских государствах, были выходцами из езидов. В Армении около 3600 езидов приняли христианство. Езиды плохо обращались с новообращенными в христианство. В 2023 году группа евангелических миссионеров вызвала споры после того, как помолилась в езидском храме об уничтожении езидизма. После геноцида езидов произошла волна обращения езидов в христианство, в основном через миссионеров. Виан Дахил призвал Курдистан принять меры против христианской миссионерской деятельности, а Валид Шубат ответил, что Виан Дахил предпочитает «поклоняться Люциферу вместо Иисуса. Езиды известны своей ненавистью к христианству, особенно к миссионерам». Езидский деятель Харман Мирза Бак заявил, что это было «похоже на очередной геноцид. Это похоже на ИГ, но на самом деле оно хуже, чем ИГ. Нет никакой разницы между тем, кто заставляет вас принять ислам под дулом пистолета, как ИГ, и тем, кто использует ваши плохие обстоятельства, чтобы заставить вас перейти в другую веру».
Мадай Маамди, грузинский езид, принявший Грузинская православная церковь, стал первым этническим курдом, рукоположенным в православный священник в феврале 2023 года Северо-Американской епархией Грузинской православной церкви.
В городе Кобани, входящем в возглавляемую курдами автономную администрацию Северной и Восточной Сирии, в последнее время насчитывается около 80—100 курдов-христиан, принявших христианство.